# Paso Juyong
Juyongguan o Paso Juyong  (en chino tradicional, 居庸關; en chino simplificado, 居庸关; pinyin, Jūyōng Guān) se localiza en un valle de 18 kilómetros de largo llamado "Guangou" el cual pertenece al condado de Changping a más de 50 kilómetros de Pekín. Es uno de los tres mayores pasos de la Gran Muralla China junto con los de Jiayuguan y Shanhaiguan.
Tuvo diferentes nombres a lo largo de las diferentes dinastías. Sin embargo, el nombre "Juyongguan" ha sido utilizado por tres dinastías. La primera en utilizarlo fue la dinastía Qin cuando el emperador Qin Shi Huang ordenó la construcción de la Gran Muralla. Juyongguan tiene dos pasos, uno al sur y otro al norte. El del sur es llamado Paso Sur y el del norte "Badaling".
El paso actual fue construido por la dinastía Ming y ha sido renovado con posterioridad. Es un lugar muy importante desde el punto de vista estratégico puesto que conecta el interior y la zona cercana a la frontera norte de China. 

## Galería

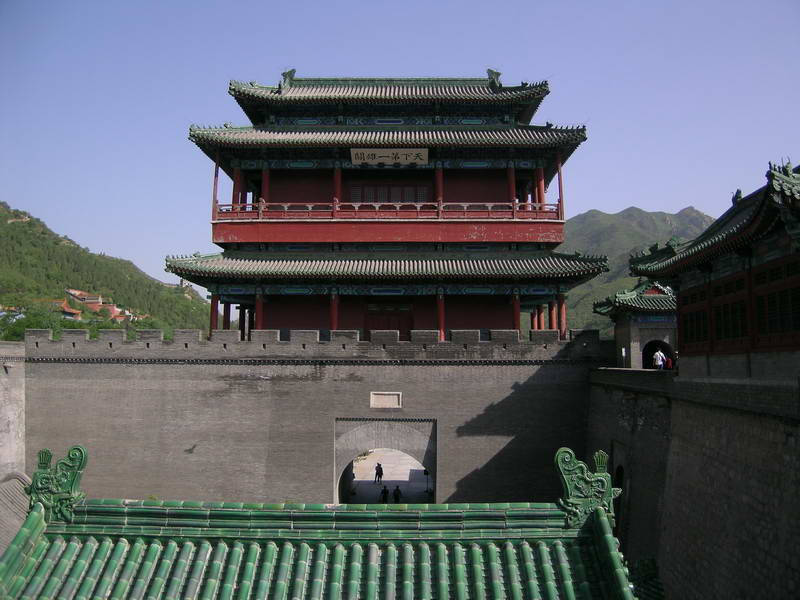
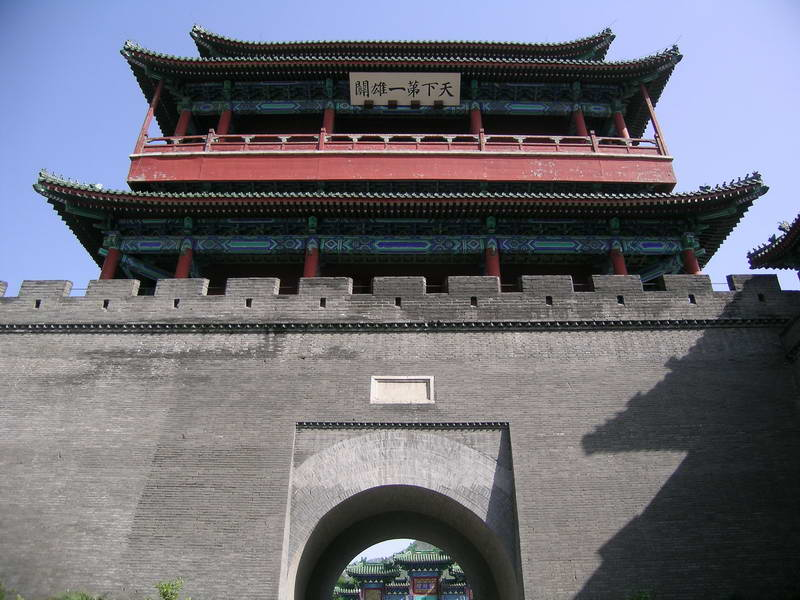
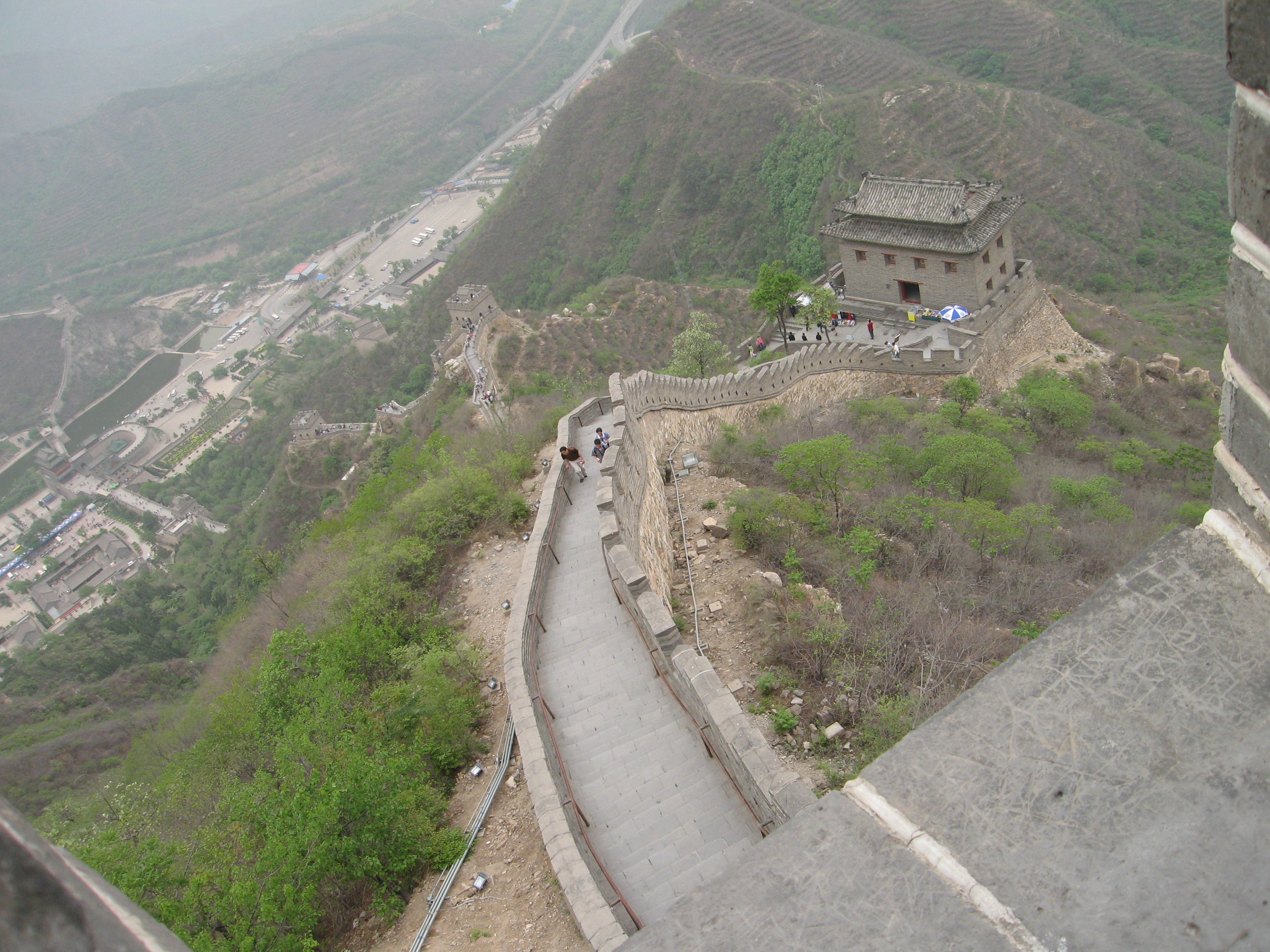
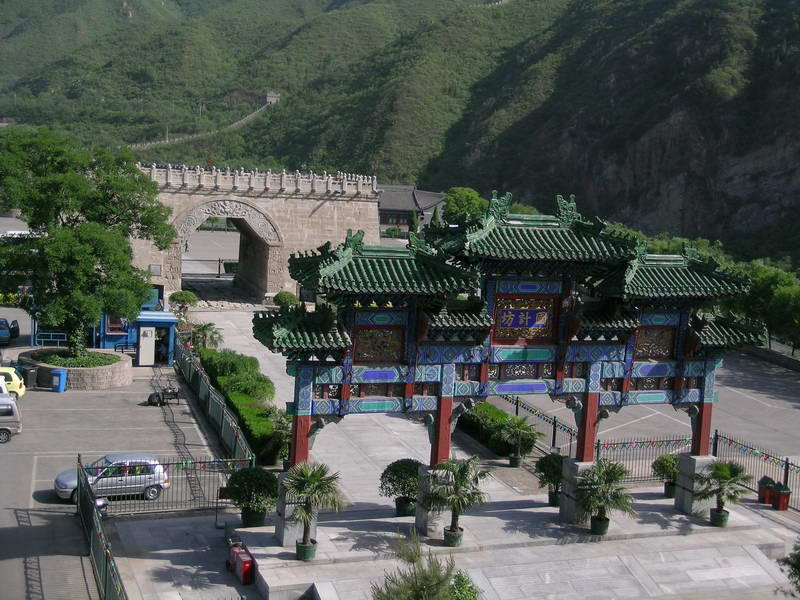
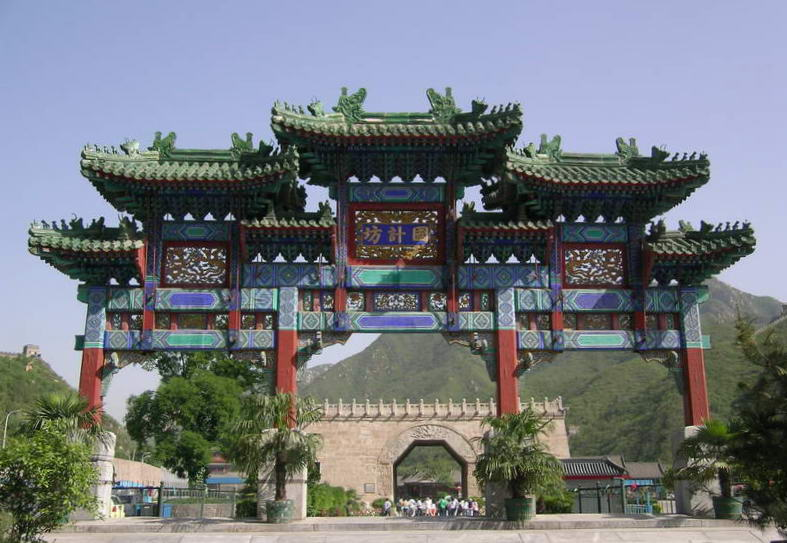
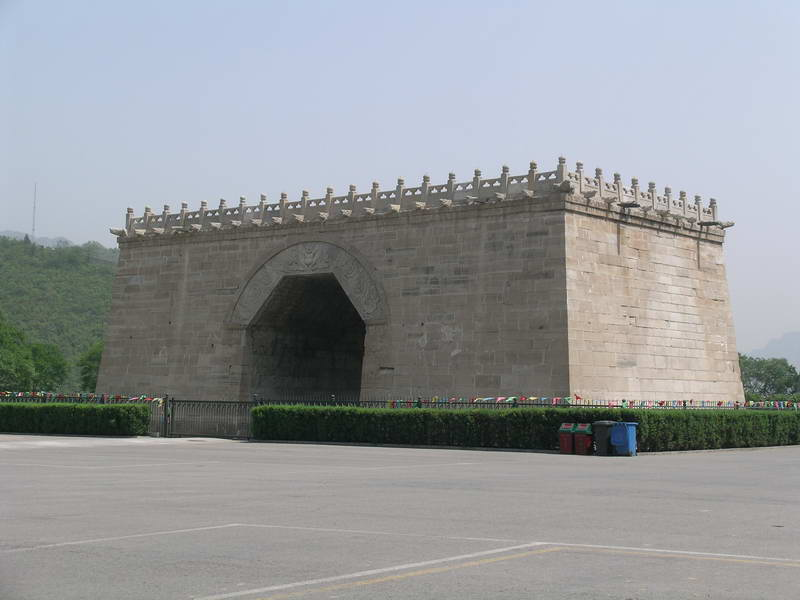
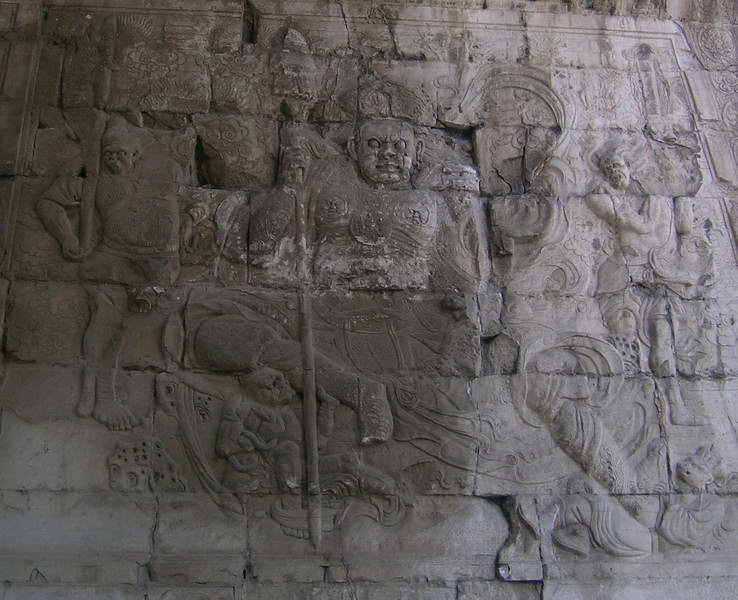
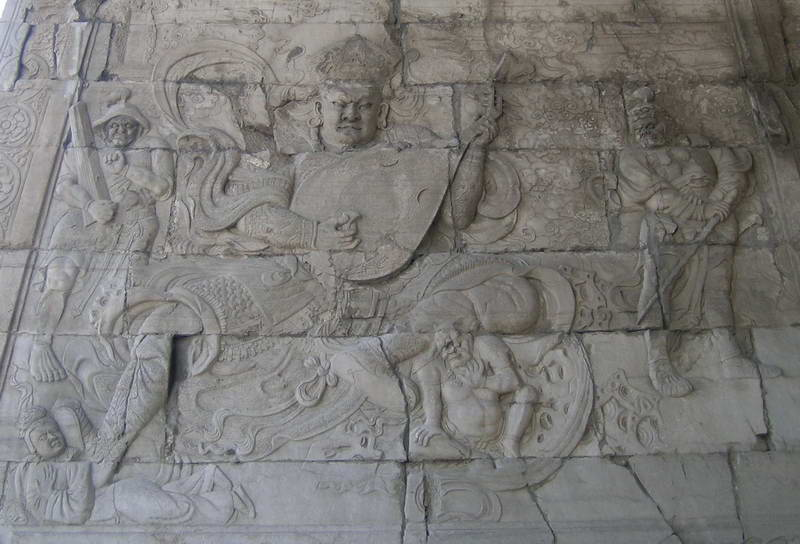